# Municipio de Union (condado de Shelby, Indiana)
El municipio de Union (en inglés: Union Township) es un municipio ubicado en el condado de Shelby en el estado estadounidense de Indiana. En el año 2010 tenía una población de 970 habitantes y una densidad poblacional de 13,96 personas por km².

## Geografía
El municipio de Union se encuentra ubicado en las coordenadas 39°34′42″N 85°40′10″O / 39.57833, -85.66944. Según la Oficina del Censo de los Estados Unidos, el municipio tiene una superficie total de 69.48 km², de la cual 69,3 km² corresponden a tierra firme y (0,26 %) 0,18 km² es agua.

## Demografía
Según el censo de 2010, había 970 personas residiendo en el municipio de Union. La densidad de población era de 13,96 hab./km². De los 970 habitantes, el municipio de Union estaba compuesto por el 98,14 % blancos, el 0,1 % eran afroamericanos, el 0,21 % eran amerindios, el 0,41 % eran asiáticos, el 0,21 % eran de otras razas y el 0,93 % eran de una mezcla de razas. Del total de la población el 0,93 % eran hispanos o latinos de cualquier raza.